# Justizvollzugsanstalt Mannheim

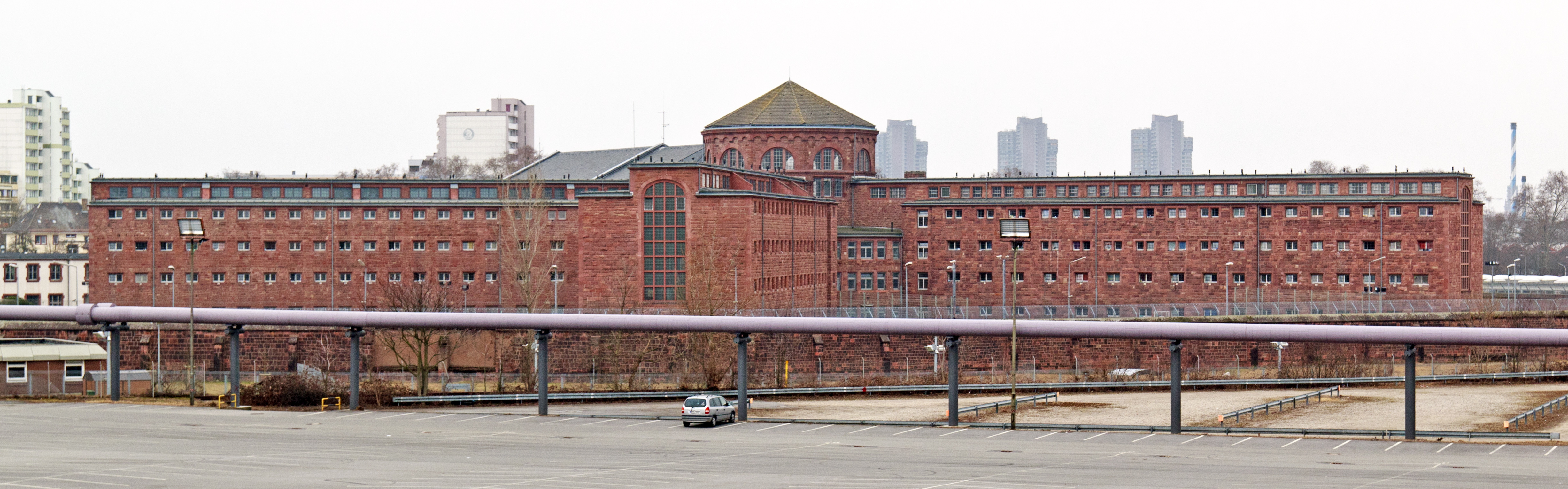
Justizvollzugsanstalt Mannheim von Norden gesehen

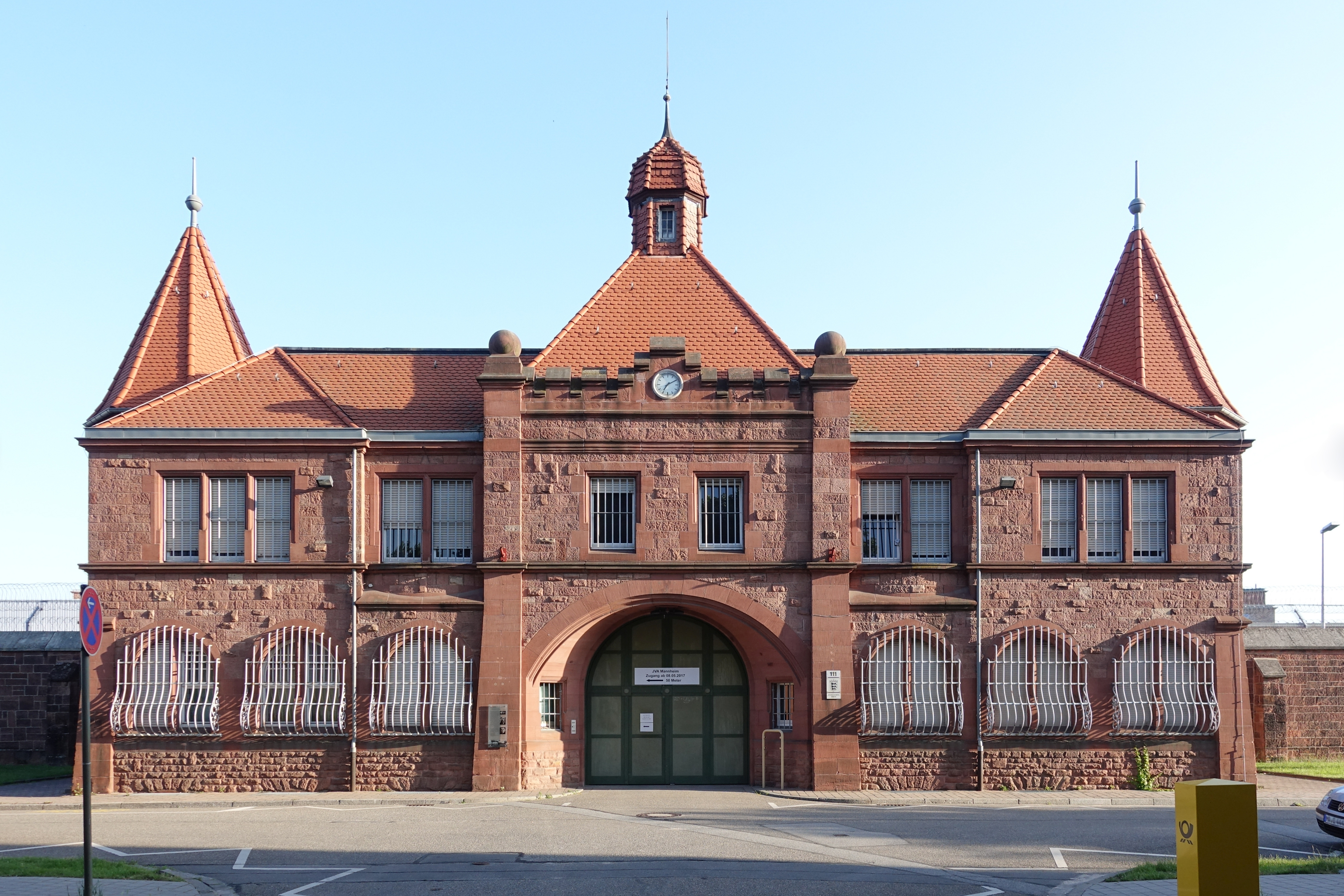
Ehemaliges Haupttor

Die Justizvollzugsanstalt Mannheim befindet sich im Mannheimer Bezirk Herzogenried. Zur Justizvollzugsanstalt Mannheim gehört die Offene Abteilung Herrenried.

## Geschichte
Das damalige großherzogliche Landesgefängnis Herzogenried wurde in den Jahren 1905 bis 1909 an heutiger Stelle als Ersatz für das „Zuchthaus“ im Quadrat Q6 erbaut und im Oktober 1909 in Betrieb genommen. Dem Architekten Otto Warth diente das Londoner Pentonville-Gefängnis mit seinem strahlenförmigen Gebäudestil als Vorbild. Zwischen 1913 und 1914 wurden weitere Gebäudeteile errichtet, womit die heutige Anstaltsgröße weitgehend erreicht wurde. 1980 erfolgte die Eröffnung der offenen Abteilung Herrenried. Von 1993 bis 1994 wurde eine Abschiebungshaftabteilung errichtet. Diese wurde nach dem Urteil des EuGH zur Abschiebungshaft im Juli 2014 geschlossen. Teile der Gefängnisbauten, wie das Torgebäude, stehen heute unter Denkmalschutz. Aufgrund der ehemaligen Bezeichnung als Landesgefängnis wird die Justizvollzugsanstalt im Volksmund Café Landes genannt.
Bis 2015 gehörte zur Justizvollzugsanstalt Mannheim die Außenstelle Heidelberg, aufgrund der Postanschrift „Oberer Fauler Pelz 1“ umgangssprachlich kurz Fauler Pelz genannt, in der auch Frauen einsaßen, mit 87 Haftplätzen und 41 Mitarbeitern. Die Außenstelle Heidelberg wurde Ende 2015 geschlossen. Seitdem bietet die Justizvollzugsanstalt Mannheim, die vorher ein reines Männergefängnis war, auch Platz für zunächst 17 weibliche Gefangene.
Eine neue Torwache wurde als zweigeschossiger Neubau im südwestlichen Bereich errichtet und ist seit 2018 mit moderner Sicherheitstechnik in Betrieb. Für 9,5 Millionen Euro entstand ein einziger komplett neuer Eingangsbereich, der die bisherigen beiden Eingänge, einen für Fahrzeuge sowie einen für Besucher, ersetzt.

## Bauprojekte
Ende 2022 wurde mit dem Bau eines eingeschossigen Gebäudes südlich der Zugangsabteilung begonnen. In diesem sollen 15 weitere Haftplätze für weibliche Gefangene entstehen. Auf dem Dach des Neubaus ist eine Photovoltaikanlage geplant.

## Zuständigkeit
Die Justizvollzugsanstalt Mannheim ist zuständig für den Vollzug von Untersuchungs- und Strafhaft an männlichen erwachsenen Gefangenen gemäß dem Vollstreckungsplan für das Land Baden-Württemberg.

## Zahlen und Fakten
Die Justizvollzugsanstalt Mannheim besitzt 747 Haftplätze, davon 708 Plätze im geschlossenen Vollzug. Diese teilen sich wie folgt auf (Stand: Juli 2025):
- Männerabteilung geschlossener Vollzug: 691 Plätze
- Männer offene Abteilung: 39 Plätze
- Frauenabteilung geschlossener Vollzug: 17 Plätze

In der Justizvollzugsanstalt Mannheim wird ein von der Behandlungs-Initiative Opferschutz initiiertes Therapieprojekt für gefährliche Sexualstraftäter durchgeführt.